# Цементування (геологія)

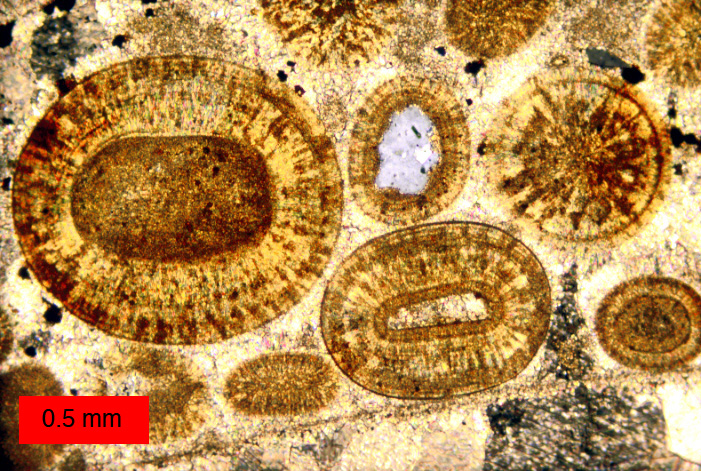
Кальцитний цемент у багатому на ооїди вапняку; Формація Кармель, Юрський період, Юта, США.

Цементування (геологія) — процес літифікації, що найчастіше полягає у заповненні первинних або вторинних міжзернових пустот у пухких уламкових породах сполучною речовиною (карбонати, кремнезем, сполуки заліза, глинисті мінерали або інші сполуки).
Один з перших етапів діагенезу.

## Загальний опис
Цементація включає йони, що переносяться в підземних водах, хімічно осаджуються з утворенням нового кристалічного матеріалу між осадовими зернами. Нові мінерали, що заповнюють пори, утворюють «містки» між оригінальними зернами осаду, тим самим зв'язуючи їх разом. Таким чином пісок перетворюється на пісковик, а гравій — на конгломерат або брекчію. Цементація відбувається як частина діагенезу або літифікації відкладень. Цементація відбувається в основному нижче рівня грунтових вод незалежно від розміру осадових зерен. Великі обсяги порової води повинні проходити через пори осаду для кристалізації нових мінеральних цементів, тому для завершення процесу цементації зазвичай потрібні мільйони років. Звичайні мінеральні цементи включають фази кальциту, кварцу та кремнезему, такі як кристобаліт, оксиди заліза та глинисті мінерали; зустрічаються також інші мінеральні цементи.
Цементація в зоні ґрунтових вод безперервна, настільки, що термін «зона цементації» іноді використовується як синонім. Цементація відбувається в тріщинах або інших отворах існуючих гірських порід і є динамічним процесом, більш-менш у рівновазі з процесом розчинення (висолювання).
Цемент, знайдений на морському дні, зазвичай являє собою арагоніт і може приймати різні текстурні форми. Ці текстурні форми включають підвісний цемент, цемент меніска, ізопахний цемент, голчастий цемент, ботріоїдний цемент, блоковий цемент, синтаксіальний цемент і грубий мозаїчний цемент. Середовище, в якому знаходиться кожен з цементів, залежить від доступного порового простору. Цементи, які зустрічаються у фреатичних зонах, включають: ізопахний, блочний і синтаксіальний цементи. Що стосується цементації кальциту, яка відбувається в джерелах прісної води, цемент утворюється шляхом розчинення менш стабільного арагоніту і кальциту з високим вмістом магнію. (Боггс, 2011)